# Razziegalan 2005
Razziegalan 2005 var den 25:e upplagan av Golden Raspberry Awards och hölls 26 februari 2005. Galan hölls i vanlig ordning dagen före Oscarsgalan, och gav pris till de sämsta insatserna under 2004. Detta år delades det även ut specialpriser för de gångna 25 åren, där Arnold Schwarzenegger vann pris för Sämsta Razzieförloraren.

## Vinnare och nominerade
| Sämsta film | Sämsta regissör |
| --- | --- |

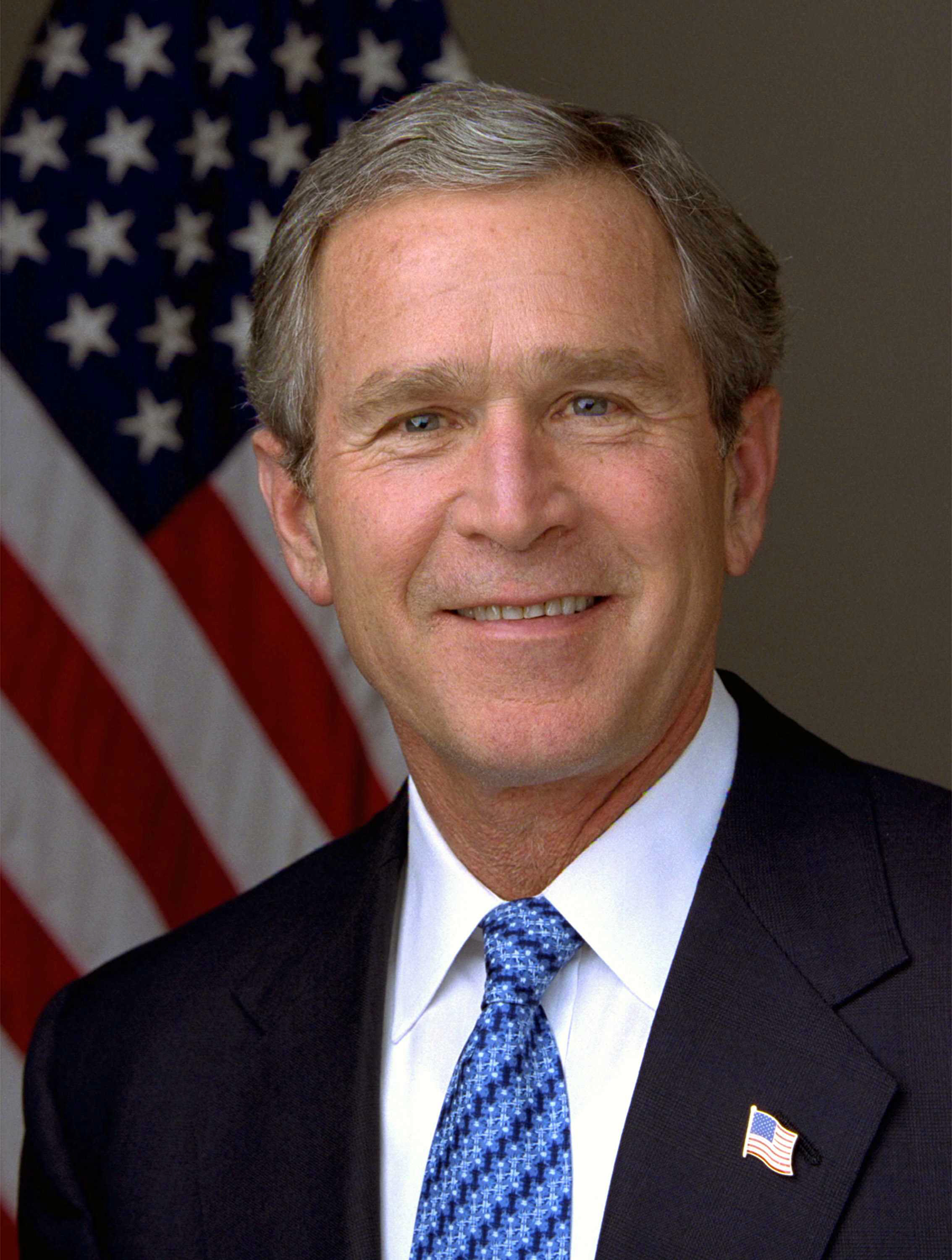
George W. Bush,
Sämsta manliga skådespelare

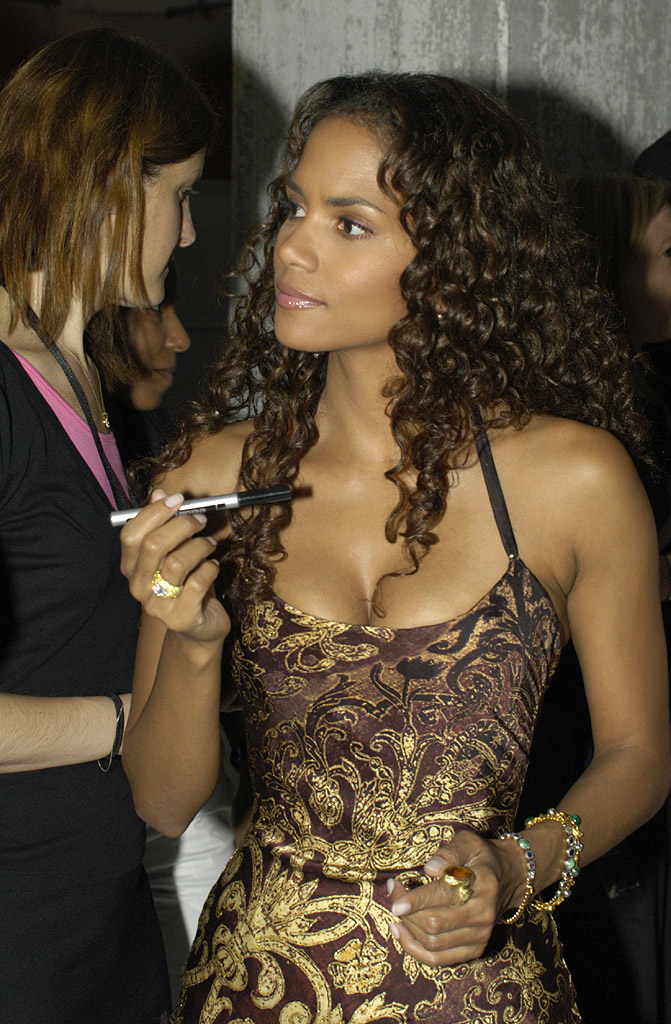
Halle Berry,
Sämsta kvinnliga skådespelare

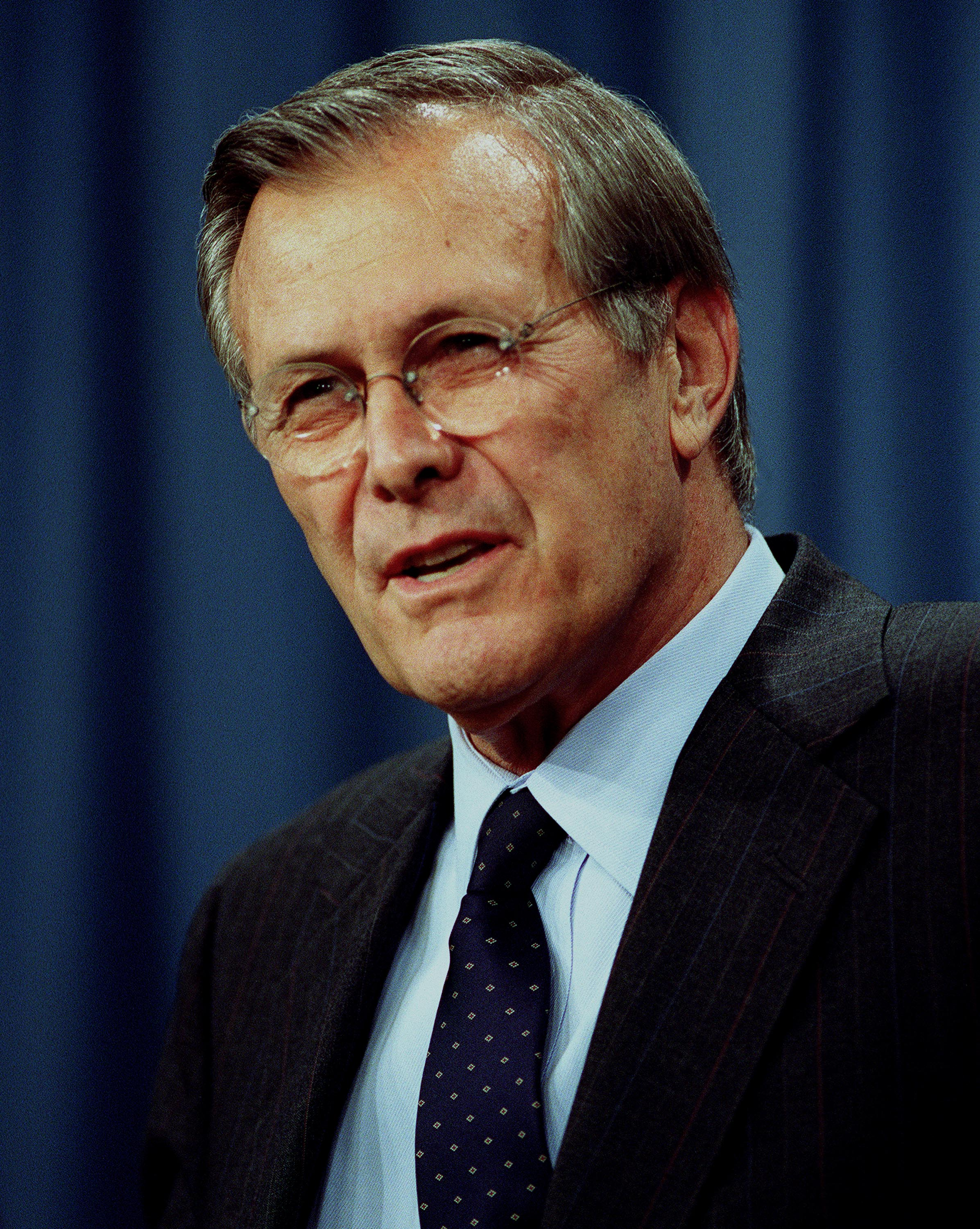
Donald Rumsfeld,
Sämsta manliga biroll

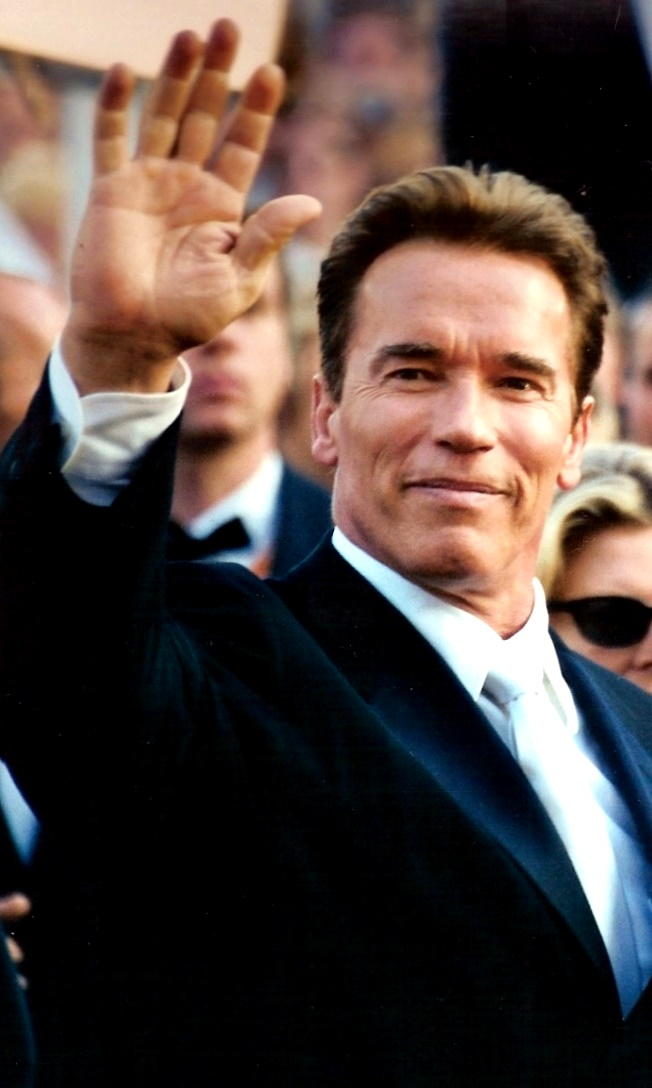
Arnold Schwarzenegger,
Sämsta Razzieförloraren

| - Catwoman – Warner Bros. - Alexander – Warner Bros. - Superbabies: Baby Geniuses 2 – Triumph Films - Surviving Christmas – Dreamworks - White Chicks – Columbia/Revolution | - Pitof – Catwoman - Bob Clark – Superbabies: Baby Geniuses 2 - Renny Harlin och/eller Paul Schrader – Exorcisten: Begynnelsen - Oliver Stone – Alexander - Keenen Ivory Wayans – White Chicks |
| Sämsta manliga skådespelare | Sämsta kvinnliga skådespelare |
| - George W. Bush – Fahrenheit 9/11 (Som sig själv) - Ben Affleck – Jersey Girl och Surviving Christmas - Vin Diesel – Chronicles of Riddick - Colin Farrell – Alexander - Ben Stiller – …och så kom Polly, Anchorman, Dodgeball, Envy och Starsky & Hutch | - Halle Berry – Catwoman - Hilary Duff – En askungesaga och Raise Your Voice - Angelina Jolie – Alexander och Taking Lives - Mary-Kate och Ashley Olsen – En galen dag i New York - Shawn och Marlon Wayans ("Systrarna" Wayans) – White Chicks |
| Sämsta manliga biroll | Sämsta kvinnliga biroll |
| - Donald Rumsfeld – Fahrenheit 9/11 (Som sig själv) - Val Kilmer – Alexander - Arnold Schwarzenegger – Jorden runt på 80 dagar - Jon Voight – Superbabies: Baby Geniuses 2 - Lambert Wilson – Catwoman | - Britney Spears – Fahrenheit 9/11 (Som sig själv) - Carmen Electra – Starsky & Hutch - Jennifer Lopez – Jersey Girl - Condoleezza Rice – Fahrenheit 9/11 (Som sig själv) - Sharon Stone – Catwoman |
| Sämsta manus | Sämsta filmpar |
| - Catwoman – John Brancato, Michael Ferris, John Rogers och Theresa Rebeck - Alexander – Oliver Stone, Christopher Kyle och Laeta Kalogridis - Superbabies: Baby Geniuses 2 – Steven Paul och Gregory Poppen - Surviving Christmas – Deborah Kaplan, Harry Elfont, Jeffrey Ventimilia och Joshua Sternin - White Chicks – Keenen Ivory, Shawn och Marlon Wayans, samt Andy McElfresh, Michael Anthony Snowden och Xavier Cook | - George W. Bush och antingen Condoleezza Rice eller hans tama get i Fahrenheit 9/11 - Ben Affleck och antingen Jennifer Lopez eller Liv Tyler i Jersey Girl - Halle Berry och antingen Benjamin Bratt eller Sharon Stone i Catwoman - Mary-Kate och Ashley Olsen i En galen dag i New York - Wayansbröderna (Shawn och Marlon) ("i eller utanför drag") i White Chicks |
| Sämsta prequel, nyinspelning, rip-off eller uppföljare | |
| - Scooby Doo 2 – Monstren är lösa - Alien vs. Predator - Anacondas: The Hunt for the Blood Orchid - Jorden runt på 80 dagar - Exorcisten: Begynnelsen | |

### Filmer med flera vinster
| Vinster | Film            |
| ------- | --------------- |
| 4       | Catwoman        |
| 4       | Fahrenheit 9/11 |

### Sämst under "Våra första 25 år"
| Sämsta Razzieförloraren under våra första 25 år | Sämsta "dramat" under våra första 25 år                                                     |
| --- | ------------------------------------------------------------------------------------------- |
| - Arnold Schwarzenegger (Med 8 nomineringar) - Kim Basinger (Med 7 nomineringar) - Angelina Jolie (Med 7 nomineringar) - Ryan O'Neal (Med 6 nomineringar) - Keanu Reeves (Med 7 nomineringar) | - Battlefield Earth - The Lonely Lady - Mommie Dearest - Showgirls - Swept Away             |
| Sämsta "komedin" under våra första 25 år | Sämsta "musikalen" under våra första 25 år                                                  |
| - Gigli - The Adventures of Pluto Nash - Katten - Freddy Got Fingered - Leonard Part 6 | - From Justin to Kelly - Can't Stop the Music - Glitter - Rhinestone - Spice World - Xanadu |